# Prouville
Prouville (picardisch: Proville) ist eine nordfranzösische Gemeinde mit 312 Einwohnern (Stand 1. Januar 2022) im Département Somme in der Region Hauts-de-France. Die Gemeinde liegt im Arrondissement Amiens und ist Teil der Communauté de communes du Territoire Nord Picardie und des Kantons Doullens.

## Geographie
Die mit der Nachbargemeinde Beaumetz nahezu zusammengewachsene Gemeinde liegt rund drei Kilometer nordwestlich von Bernaville.

## Einwohner
| 1962 | 1968 | 1975 | 1982 | 1990 | 1999 | 2006 | 2011 |
| ---- | ---- | ---- | ---- | ---- | ---- | ---- | ---- |
| 341  | 352  | 297  | 270  | 275  | 258  | 300  | 299  |

## Verwaltung
Bürgermeister (maire) ist seit 1995 Bernard Dufétel.